# Мальский, Анатолий Яковлевич
Анато́лий Я́ковлевич Ма́льский (1909—1989) — советский военно-промышленный и хозяйственный деятель, педагог, генерал-майор инженерно-технической службы.
Герой Социалистического Труда (1969). Лауреат Ленинской (1962) и двух Сталинских (1943 и 1949) премий.
Главный инженер Завода № 12 (1940—1944), Завода № 386 (1945). Директор Завода № 309 (1945—1947), завода № 2 КБ-11 (1947—1952), завода № 3 КБ-11 (1952—1953), Комбината «ЭХП» МСМ СССР (1955—1971), ПЗ «Сигнал» МСМ СССР (1971—1986). Старший преподаватель Специальной кафедры ЦИПК МСМ СССР (1986—1989)

## Биография
Родился 3 (16 июля) 1909 года в станице Митякинская (ныне Тарасовский район, Ростовская область) в семье служащего.
В 1926 году Анатолий Мальский окончил механическую профтехшколу в городе Кременчуге и до 1929 года работал техником-строителем на городской электростанции.
В 1929 году поступил учиться в Шосткинский ХТИ, а в 1932 году перешел в ЛХТИ имени Ленсовета на специальный факультет, который окончил в 1933 году, получив специальность инженера-химика-исследователя.
В 1933 — 1940 годах работал на заводе № 5 НКБ СССР в Ленинграде, занимал последовательно должности мастера, начальника мастерской, начальника цеха, начальника производства, главного технолога.
В 1940 — 1944 годах главный инженер завода в городе Электростали, в 1944 году — главный инженер завода № 12 в Москве, в 1945 году — главный инженер треста трофейных боеприпасов. Вскоре переехал в Новосибирск, работал главным инженером оборонного завода № 386.
В конце 1945 года назначен директором завода № 309 в городе Чапаевске (Куйбышевская область). Там познакомился с Ю. Б. Харитоном, который пригласил его на работу в КБ-11.
Осенью 1947 года по решению ЦК ВКП(б) и постановлению СМ СССР направлен в КБ-11 и назначен на должность директора завода № 2. С этого момента его жизнь была связана с атомной промышленностью. Два года напряженного труда на уникальном по своей новизне и сложности производстве ознаменовались изготовлением и испытанием 29 августа 1949 года первой отечественной ядерной бомбы РДС-1. Анатолий Яковлевич был непосредственным участником этого события. Он провел последнюю операцию перед взрывом — снаряжение ядерного заряда капсюлями-детонаторами.
В марте 1952 года А. Я. Мапьский назначается директором завода № 3, входившего в то время в структуру КБ-11.
В 1953 году он становится заместителем директора КБ-11 по общим вопросам. И в этом же году направляется в город Свердловск-45 заместителем директора, с 1955 года он назначается директором завода «ЭХП» МСМ СССР. В 1964 году защитился на учёную степень кандидата технических наук.
В 1971 — 1986 годах директор Приборного завода «Сигнал» МСМ СССР (Обнинск, Калужская область). С 1986 года на пенсии.
С 1986 по 1989 год в качестве старшего преподавателя работал на Цикле Гражданской обороны Специальной кафедры ЦИПК МСМ СССР и на некоторых кафедрах Центрального института повышения квалификации руководящих работников и специалистов МСМ СССР, читал лекции на темы: «Ликвидация последствий при аварийных ситуациях на предприятиях отрасли», «Организация труда начальника цеха».
Умер 17 февраля 1989 года. Похоронен в Обнинске на Кончаловском кладбище.

## Награды

### Ордена
- Медаль «Серп и Молот» Героя Социалистического Труда (29.8.1969)
- Четыре ордена Ленина (1943, 1949, 1960, 1969)
- Четыре ордена Трудового Красного Знамени (1942, 1952, 1954, 1962)
- Орден Красной Звезды (1944)

### Премии
- Сталинская премия третьей степени (1943) — "за разработку нового вида взрывчатого вещества"
- Сталинская премия второй степени (29.10.1949) — "за разработку и освоение технологии изготовления специального заряда из взрывчатых веществ"
- Ленинская премия (1962)

### Знаки отличия
- Почётный гражданин города Обнинска (1981)
- Почётный гражданин города Лесного (1969[1]) — "за заслуги в строительстве города, активную общественную деятельность"